# Megalorchis
Megalorchis es un género monotípico de orquídeas de hábitos terrestres originaria de Madagascar. Su única especie: Megalorchis regalis (Schltr.) H.Perrier

## Sinonimia
- Habenaria regalis Schltr., Repert. Spec. Nov. Regni Veg. Beih. 33: 94 (1924).[1]